# Tetrastigma scariosum
Tetrastigma scariosum är en vinväxtart som beskrevs av Jules Émile Planchon. Tetrastigma scariosum ingår i släktet Tetrastigma och familjen vinväxter. Inga underarter finns listade i Catalogue of Life.